# Connective
Connective es una empresa de software belga y proveedora de soluciones informáticas (software) para la identificación digital, la firma digital y la generación de documentos inteligentes. Además de su sede en Amberes, la compañía tiene oficinas en París, Ámsterdam, Nueva York, Barcelona, Copenhague y Toulouse.

## Historia
Connective se fundó en 2014 en Amberes (Bélgica) como una startup. Tras una inversión de 4,5 millones de euros por parte de Pamica, entre otros, Connective ha crecido hasta convertirse en una FinTech escalable.

## Productos
El software de la empresa se utiliza en varios sectores, como los servicios financieros, los seguros, las agencias gubernamentales y el sector inmobiliario. El principal producto de la empresa es el software de firma electrónica. Esto permite firmar digitalmente documentos con varios tipos de firmas digitales, incluida la firma electrónica cualificada como por ejemplo con las identidades disponibles a través de FranceConnect, NemID, itsme y DNI electrónico Español. El software cuenta con integraciones estándar con varios CRM y aplicaciones como Salesforce, Microsoft Power Automate, Silverfin, SAP, Remmicom, etc. El software de firma cumple con varias normativas y leyes, incluida la normativa europea eIDAS.